# کمرتون، کامبریا
کمرتون (به انگلیسی: Camerton) یک روستا و محله مدنی در بریتانیا است که در الیردال واقع شده‌است. کمرتون ۱۷۴ نفر جمعیت دارد.